# ایالت آزاد والدک-پیرمونت
ایالت آزاد والدک-پیرمونت (آلمانی: Freistaat Waldeck-Pyrmont) یک ایالت آلمانی بود که پس از انقلاب ۱۹۱۸–۱۹۱۹ آلمان در جمهوری وایمار به وجود آمد.
در ۳۰ نوامبر ۱۹۲۱ و پس از یک همه‌پرسی محلی، شهر و شهرستان باد پیرمونت بخشی از استان هانوفر شد. باقی سرزمین‌های این استان نیز در سال ۱۹۲۹ به ایالت آزاد پروس پیوست و سپس در جریان یک همه‌پرسی دیگر به هسه-ناساو پیوست. این سرزمین اکنون بخشی از شهرستان والدک-فرانکنبرگ است.